# Eyes Open (canção)
"Eyes Open" é uma canção escrita e gravada pela artista musical estadunidense Taylor Swift, que produziu a faixa com Nathan Chapman. Após lançar o primeiro single da trilha sonora do filme The Hunger Games, "Safe & Sound", em 2011, Swift estreou sua segunda contribuição ao álbum, "Eyes Open", numa apresentação de 2012 da Speak Now World Tour e a música foi enviada às rádios mainstream dos Estados Unidos pelas gravadoras Big Machine e Republic em 27 de março daquele ano, quatro dias após a estreia de The Hunger Games.
Uma obra de rock na qual Swift se inspirou na protagonista do filme, Katniss Everdeen, para escrever as letras alertando a personagem que mantenha seus olhos abertos em tempos difíceis, "Eyes Open" recebeu críticas positivas, as quais compararam-na com "Safe & Sound" e destacaram a primeira e suas letras narrativas. A faixa entrou nas tabelas de vendas de países anglófonos, onde alcançou seu melhor desempenho no número seis da Nova Zelândia e recebeu a certificação de platina pela Recording Industry Association of America (RIAA) nos Estados Unidos. Um vídeo em stop motion acompanhante com as letras de "Eyes Open" foi lançado na plataforma Vevo.

## Antecedentes e lançamento
Em agosto de 2011, a gravadora Universal Republic anunciou que lançaria a trilha sonora de The Hunger Games, a adaptação cinematográfica do romance de mesmo título de Suzanne Collins, perto da distribuição do filme. T-Bone Burnett ficou encarregado como produtor executivo da coleção de faixas com temas relacionados ao longametragem que incluiriam "liberdade, rebelião, sobrevivência e a família". Dentre os artistas participantes, Taylor Swift teve a faixa "Safe & Sound", que conta com a participação de The Civil Wars, lançada como o primeiro single do álbum em dezembro seguinte.
Em 15 de março de 2012, a segunda faixa de Swift na trilha sonora, "Eyes Open", vazou na Internet e no dia 18, durante sua passagem por Auckland, Nova Zelândia através da Speak Now World Tour, a cantora tocou pela primeira vez a música numa versão acústica, interagindo com a audiência: "Vocês acham que eu correria perigo se eu a tocasse agora? (...) Provavelmente não, certo? Eu não sei, o que vocês acham?". A música foi enviada às rádios mainstream dos Estados Unidos pelas gravadoras Big Machine e Republic no dia 27 (quatro após a estreia de The Hunger Games).

## Composição
"Eyes Open" é uma canção de quatro minutos e quatro segundos (4:04) de rock com influências do gênero de fusão pop punk. Liricamente, foca nos tons mais sombrios do filme ao tratar sobre a perda da inocência e da necessidade de se manter forte em tempos difíceis. Os trechos em que a artista canta "Todos estão esperando que você fracasse / Todos estão assistindo para ver a derrubada / Mesmo quando estiver dormindo, mantenha seus olhos abertos" referem-se à temática principal de The Hunger Games, na qual vinte e quatro tributos lutam entre si até a morte em um reality show transmitido em toda a região fictícia de Panem.
A cantora escreve sob a perspectiva de Katniss Everdeen, protagonista da trama, e canta sobre ficar em alerta com os olhos abertos para não ser pega desprevenida durante o sono. Durante uma entrevista à revista Entertainment Weekly, Swift comentou: "Eu escrevi sobre a relação de Katniss com o Capitol. Ela serve basicamente como um aviso para não se confiar em ninguém — em muitos aspectos, que é o contrário (do que ocorre nas letras) de 'Safe & Sound'." Durante outra declaração, desta vez para o portal Yahoo!, ela comentou: "(Katniss) sabe que não pode confiar em ninguém no governo e é por isso que eu queria que esta música expressasse uma sonoridade mais frenética como a sensação de ser caçado ou perseguido."

## Críticas
A canção recebeu críticas através de outras avaliações da trilha sonora por inteira. Escrevendo ao USA Today, Brian Mansfield notou a diferença da faixa com "Safe & Sound"; a primeira é, de acordo com  Tris McCall, do The Star-Ledger, "ardente", enquanto a segunda é uma balada "memorável e consoladora" para Mansfiel; essa diferença gerou comparações entre as duas músicas. Jason Lipshutz, da Billboard, elogiou "Eyes Open" ao comentar que esta é a mais potente contribuição de Swift ao material e suas letras são um "conto inteligente sobre as armadilhas da fama". Cristina Jaleru, do The Huffington Post, concordou que "Eyes Open" seja mais impressionante do que "Safe & Sound". Chris Willman, do Yahoo!, relatou que embora esta faixa seja barulhenta e comercial, é mais "desconfiada" em relação à "balada de floresta reconfortante".
Além da mídia especializada em música, Swift recebeu elogios de Collins por ter contribuído à trilha sonora e uma cópia autografada do livro The Hunger Games com as seguintes palavras: "Para Taylor, com muita gratidão pelas suas belas canções. Que comecem os Jogos! Com amor, Suzanne Collins."

## Divulgação
Um vídeo contendo as letras de "Eyes Open" foi lançado na plataforma Vevo em maio de 2012. Gravado em stop motion, o vídeo mostra as palavras escritas à mão em animações que incluem bolas de papel saindo de lixeiras, adesivos de lembretes voando por uma mesa de trabalho e marcadores aparecendo em sequência para formar as letras.

## Eyes Open (Taylor's Version)
No dia 16 de Março de 2023, Taylor Swift anunciou através de suas redes sociais que estaria lançando no dia 17 de março a regravação da música (Que são conhecidas como Taylor's Version) em comemoração a estréia da The Eras Tour — sua nova turnê.
A regravação da canção, agora é intitulada como "Eyes Open (Taylor's Version)". Além dela, Swift também lançou as canções "Safe & Sound (feat Joy Williams and John Paul White) (Taylor's Version)", também da trilha sonora do primeiro Jogos Vorazes, "If This Was a Movie (Taylor's Version)", presente na versão deluxe do álbum Speak Now e a inédita "All Of The Girls You Loved Before", música descartada do álbum Lover — lançado por Taylor em 2019, e que tinha sido vazada no início de março de 2023, após alguns fãs da cantora pagarem 4 mil dólares para um insider que teve acesso a canção.
A regravação das canções ocorre após toda a polêmica envolvendo a compras das masters, pelo empresário Scooter Braun em 2019, de todas as músicas lançadas pela cantora na sua antiga gravadora — a Big Machine Records.

## Desempenho nas tabelas musicais
Na semana de 28 de março de 2012, "Eyes Open" foi a melhor estreia da Billboard Hot 100 ao atingir o número dezenove com 176 mil cópias digitais vendidas, as quais garantiram seu quarto posto na Hot Digital Songs.  Em outras tabelas da Billboard, a música alcançou os 11.°, 20.°, 21.° e 50.° lugares das Pop Songs, Adult Pop Songs, Adult Contemporary e Hot Country Songs, respectivamente — na primeira semana na segunda classificação, ficou na vigésima quarta posição e se tornou o melhor desempenho na lista desde outubro de 2008 com "You Found Me", dos The Fray, que debutou no número dezenove. De acordo com Paul Grein, do Yahoo!, "Eyes Open" é a décima sexta música de Swift a ultrapassar um milhão de vendas nos Estados Unidos, a qual foi certificada como disco de platina pela Recording Industry Association of America (RIAA) em dezembro de 2012. Em setembro de 2013, a música já havia vendido 1.628.000 cópias em território estadunidense.
| Tabela (2012)                       | Melhor posição |
| ----------------------------------- | -------------- |
| Austrália (ARIA)                    | 47             |
| Canadá (Canadian Hot 100)           | 17             |
| Estados Unidos (Adult Contemporary) | 21             |
| Estados Unidos (Billboard Hot 100)  | 19             |
| Estados Unidos (Hot Country Songs)  | 50             |
| Estados Unidos (Mainstream Top 40)  | 20             |
| Nova Zelândia (RIANZ)               | 6              |
| Reino Unido (OCC)                   | 70             |

| Associação            | Certificação |
| --------------------- | ------------ |
| Estados Unidos (RIAA) | Platina      |
| Nova Zelândia (RIANZ) | Ouro         |